# コリン・マクファーレン
コリン・マクファーレン（Colin McFarlane, 1961年9月15日 - ）は、イギリスの俳優。『バットマン ビギンズ』および『ダークナイト』でギリアン・B・ローブ市警長を演じている。

## 出演

### 映画
- 機械じかけの小児病棟 Frágiles (2005)
- バットマン ビギンズ Batman Begins (2005)
- ダークナイト The Dark Knight (2008)
- きかんしゃトーマス とびだせ!友情の大冒険 Thomas & Friends: Journey Beyond Sodor (2017) - 声の出演
- トレイン・ミッション The Commuter (2018)
- ロイヤルコーギー レックスの大冒険 The Queen's Corgi (2019) - 声の出演
- クロール -凶暴領域- Crawl (2019)

### テレビドラマ
- アウトランダー Outlander (2018-)